# William Birdwood
William Riddell Birdwood (13 septembre 1865 - 17 mai 1951), 1er baron Birdwood, est un officier britannique.

## Jeunesse et débuts militaires
Né à Kirkee (en), en Inde, Birdwood fut élève au Clifton College de Bristol.
Après être passé par le Collège militaire royal de Sandhurst, il commence à servir dans l'infanterie dans les Royal Scots Fusiliers mais est rapidement reversé dans un régiment de cavalerie de l'armée indienne britannique avec laquelle sert dans le 12e régiment de lanciers et dans les Lanciers du Bengale. De 1885 à 1899, il sert en Inde dans un certain nombre de régiments de cavalerie, participe aux combats dans la province de la Frontière du Nord-Ouest et fut adjudant du régiment Viceroy's Bodyguard (en).
Il se marie en 1894 et est promu capitaine en 1896. De 1899 à 1902, lors de la seconde guerre des Boers, il est secrétaire d'état-major du général Kitchener, début d'une association étroite qui durera lorsque Kitchener sera commandant en chef en Inde. En 1900, il obtient le grade de major. Durant la guerre des Boers, il est cité 5 fois.
Il a par la suite obtenu le poste de Quartermaster-General en Inde et obtient le grade de général en 1911. De 1912 jusqu'au déclenchement de la Première Guerre mondiale, Birdwood est secrétaire du Département de l'Armée indienne et membre du Conseil législatif du Gouverneur Général.

## Les Dardanelles
En novembre 1914, Birdwood se voit confier la mission par Kitchener de former un corps d'armée avec les troupes australiennes et néo-zélandaise (ANZAC) qui étaient en entraînement en Égypte avant de partir sur le front de l'ouest. Ce corps participa à la prise de la péninsule de Gallipoli et débarqua dans la crique de l'ANZAC le 25 avril 1915.
Sous le commandement de Birdwood, les soldats de l'ANZAC montrèrent un grand courage et beaucoup d'endurance mais leur mauvais équipement et leur inexpérience firent qu'ils ne purent surmonter les obstacles auxquels ils étaient confrontés, en particulier lorsqu'ils ont débarqué sur la mauvaise plage. Birdwood est blessé sur le front le 14 mai 1915 et reste en place. Les Dardanelles restèrent pour beaucoup comme une campagne sans résultat positif ni négatif, excepté pendant une brève période lors de la bataille de Sari en août.

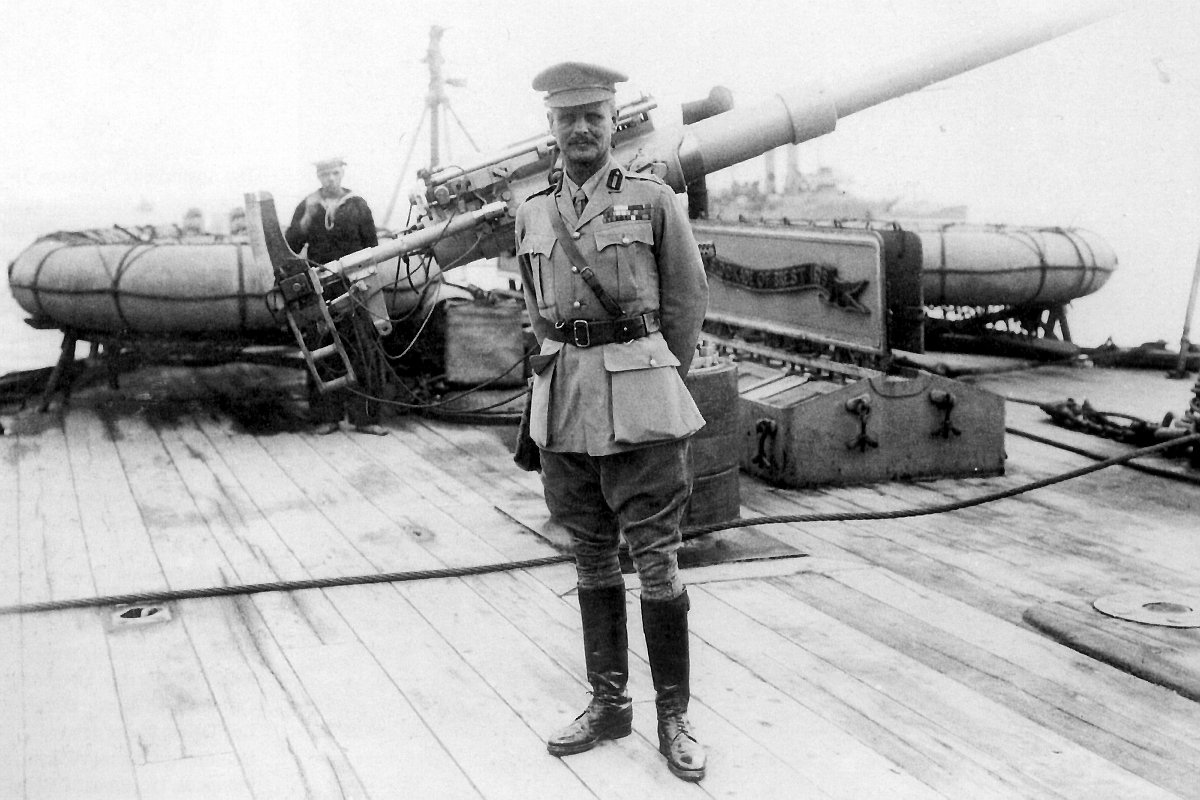
William Birdwood sur un vaisseau de guerre

Lorsqu'il a fallu évacuer Gallipoli, Birdwood s'y est montré opposé. Lors des derniers moments de la campagne, à la suite de la démission du commandant en chef Ian Hamilton, Birdwood prit pour une courte période le commandement de la Force expéditionnaire méditerranéenne qui avait en charge le nouveau front à Salonique. Birdwood aurait dû être nommé à ce poste dès le début mais étant donné que le commandant des troupes françaises était plus gradé que lui, c'est Hamilton qui a été nommé à sa place.)
Le 28 octobre 1915, Birdwood est promu lieutenant général. Le 19 novembre 1915, il prend le commandement de l'Armée britannique des Dardanelles, formée alors de l'ANZAC et du VIIIe Corps britannique à Helles et du IXe Corps à Suvla. Pendant que Birdwood était à la tête de l'Armée des Dardanelles, le commandement de l'ANZAC fut donné au général Alexander Godley.
Au début de l'année 1916, après le remaniement au sein de l'ANZAC, Birdwood prend le commandement du IIe ANZAC, assumant ainsi le commandement de toutes les troupes australiennes, poste que tenait le général William Bridges, tué à Gallipoli.

## Front de l'ouest
Lorsque le Ier Corps ANZAC part pour la France, Birdwood en prend le commandement en permutant avec le général Godley qui assumait ainsi le commandement du II Corps ANZAC. En France, lors de la bataille de la Somme, Birdwood fut écarté par le général Hubert Gough, plus âgé que lui, qui influença directement la manière avec laquelle les divisions australiennes devaient être déployées.
Le 23 octobre 1917, Birdwood est général mais reste commandant de corps. En novembre, les cinq divisions furent réunies dans un seul corps, le Corps australien, le tout sous le commandement de Birdwood. Il reçoit le commandement de la Ve Armée britannique le 31 mai 1918 et le général John Monash prit la tête du Corps australien.
Raymond Poincaré lui remet la Légion d'honneur et la Croix de guerre le 22 février 1916 avec l'accord du Roi George V.  Le 23 février 1917, c'est au tour du Roi des Belges Albert Ier de lui conférer le rang de Grand Officier de l'Ordre de la Couronne. Il reçoit la Croix de Guerre belge le 11 mars 1918 et le Sultan Fouad Ier d'Égypte le décore de l'Ordre du Nil 2e classe le 16 avril 1918. Il reçoit enfin le 11 mars 1919 la Croix de Guerre française avec palme.

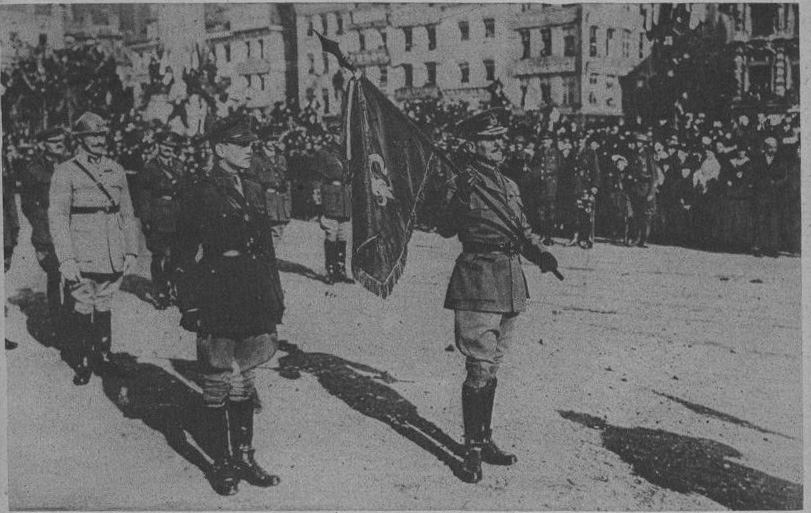
Birdwood portant le drapeau de Lille lors de l'entrée des troupes Alliées dans la ville; fin 1918.

## L'après-guerre
Birdwood est anobli en 1916 et en 1919, en raison des services rendus lors de la guerre, il est fait pair en tant que Baron Birdwood d'Anzac et de Totnes dans le Devon.
L'année suivante, il voyage à travers l'Australie où il est acclamé et en février 1920, il pose la première pierre de l'arche de Victoire à l'extrême ouest de Sturt Street à Ballarat.
Il commande l'Armée du Nord en Inde jusqu'en 1925, date à laquelle il est promu Maréchal et fait Commandant en Chef de l'Armée britannique d'Inde. Poste qu'il occupera jusqu'en 1930.
Après sa mise en retraite en 1930, Birdwood se proposa au poste de Gouverneur Général d'Australie avec l'appui du Roi George V et du gouvernement britannique. Toutefois le Premier Ministre australien James Scullin a alors appuyé son candidat Sir Isaac Isaacs. Le Roi entérina la décision de James Scullin à contre-cœur. La formule usuelle de proclamation était la suivante "Le Roi a été heureux de nommer…", mais pour l'occasion, une autre formule a été utilisée, montrant l'amertume du Roi : "Le Roi a nommé Sir Isaac Isaacs". Cet incident a souligné le fait que les Gouverneurs Généraux n'ont plus représenté par la suite les intérêts britanniques mais également le choix d'un Premier Ministre du Commonwealth à nommer le Gouverneur Général de son choix.
Birdwood meurt le 17 mai 1951 à Hampton Court Palace et est enterré au cimetière de Twickenham avec les honneurs. Son bâton de Maréchal est exposé au Australian War Memorial.

## Décorations
- Chevalier de la Légion d'honneur
- Croix de guerre 1914-1918
- Croix de Guerre
- Ordre de la Couronne (Belgique)
- Ordre du Bain
- Ordre du Service distingué
- Ordre de Saint-Michel et Saint-George
- Ordre du Nil

## Hommages
Blumberg à Adelaide Hills en Australie du Sud a été renommé Birdwood en 1917.
Le village de soldats de Birdwoodton près de Mildura a pris son nom vers 1920.
Il existe également une route Birdwood à Lower Hutt en Nouvelle-Zélande.
Un square à Lille porte son nom sur la rue Nationale.

## Sources
- Bean, C.E.W., Official History of Australia in the War of 1914-1918, Angus & Robertson
- Archives nationales d'Australie